# Karabin maszynowy Maxim M/09-21
Maxim M/09-21 – fiński ciężki karabin maszynowy, modyfikacja ckm-u Maxim wz. 1910.

## Historia
Po odzyskaniu w 1918 roku niepodległości armia Finlandii była uzbrojona głównie w broń rosyjską. Do uzbrojenia przyjęto między innymi przejęte z carskich arsenałów ckm-y Maxim wz. 1905 (niewielką liczbę), oraz wz. 1910 który jako Maxim M/09-09 stał się podstawowym ckm-em armii fińskiej.
Eksploatacja ckm-ów M/09-09 wykazała, że o ile sam karabin maszynowy nie ustępuje innym konstrukcjom, o tyle jego podstawa nie sprawdza się w fińskich warunkach. Jej największą wadą była duża waga, sięgająca 40 kg. Dlatego w latach 20. w Finlandii skonstruowano dla Maxima wz. 1910 nową podstawę trójnożną o masie 27,6 kg. W kwietniu 1922 roku zamówiono pierwsze 200 ckm-ów tego typu. Nieporozumienia pomiędzy armią a producentem sprawiły, że zostały one wyprodukowane dopiero w latach 1924–1928. Nowy ckm otrzymał oznaczenie M/09-21 i poza podstawą różnił się od Maxima wz. 1910 celownikiem wzorowanym na zastosowanym w niemieckim MG08. Po wyprodukowaniu pierwszej serii 200 ckm-ów zdecydowano o kontynuowaniu produkcji. Po 1928 roku do produkcji ckm-ów M/09-21 wykorzystywano części wycofywanych z uzbrojenia ckm-ów M/09-09. Dzięki temu do 1933 roku wyprodukowano ponad 1000 ckm-ów M/09-21. Później uruchomiono produkcję nowego ckm-u Maxim M/32-33.
W czerwcu 1940 roku armia fińska posiadała 1065 ckm-ów M/09-21. W następnych latach na skutek strat wojennych liczba ckm-ów tego typu spadała. Po zakończeniu działań wojennych M/09-21 pozostał na uzbrojeniu armii fińskiej. Ostatecznie zmagazynowane ckm-y tego typu zostały na początku lat 80. wycofane z uzbrojenia (część sprzedano na rynku kolekcjonerskim, większość zezłomowano).